# Huis de Meerminnen
Huis de Meerminnen is een rijksmonumentaal pand aan de Wolwevershaven 21 in de stad Dordrecht, in de Nederlandse provincie Zuid-Holland. 

## Geschiedenis
Het huis werd gebouwd in 1646 door drappier (wolwever) Philips opde Beeck, zo'n drie decennia nadat in 1609 de Wolwevershaven werd gegraven op een zandbank buiten de stadsmuren van Dordrecht. Het huis kreeg in 1980 zijn huidige naam.   
Opde Beeck verkocht het pand in 1662 aan een andere wolwever, Wijnant Pelsser. In de achttiende eeuw woonde de Nederlandse dominee François Valentijn enige tijd in Huis de Meerminnen. Valentijn, die tweemaal met de Verenigde Oost-Indische Compagnie naar Azië reisde, zou op Ambon zelf een zeemeermin hebben gezien, het Boeronees Zeewijf. In zijn boek Oud en Nieuw Oost-Indiën nam hij – aan de hand van een tekening van Samuel Fallours – een beschrijving op het van Boeronese Zeewijf. Valentijn zou ook de Maaskamer, de salon met zicht op de rivier, versierd hebben met schelpen.
In 1863 ging Corneille Vriesendorp, de grootvader van schrijfster Top Naeff, in het pand aan de Wolwevershaven wonen. Later ging Naeff zelf, samen met haar moeder, in het huis wonen.   

## Voorgevel
De huidige voorgevel van het pand dateert uit 1740. De versierselen op de voorgevel lijken te bestaan uit zeemeerminnen; de witte stenen beeldhouwwerken stellen echter kariatiden voor, vrouwenbeelden die gebruikt worden als pilaren of pilasters.